# Гарлени (Дамбовица)
Гарлени (рум. Gârleni) насеље је у Румунији у округу Дамбовица у општини Ваља Маре. Oпштина се налази на надморској висини од 231 m.

## Становништво
Према подацима из 2011. године у насељу је живело 259 становника.